# Katherina Hetzeldorfer
Katherina Hetzeldorfer est la première femme connue pour avoir été exécutée en raison de son homosexualité et de pratiques de travestissement. Elle est noyée dans le Rhin à Spire en 1477.

## Biographie
Originaire de Nuremberg, Katharina Hetzeldorfer s'installe à Spire en 1475. Elle est décrite comme habillée en homme en compagnie d'une femme qu'elle présente comme sa sœur et qu'elle a selon les témoins du procès enlevée d'une famille noble de Wertheim. Lors de son procès, il est souligné que Hetzeldorfer se comporte comme un homme, adoptant un comportement sexuel actif et faisant des avances sexuelles aux femmes,.
Or au Moyen Âge après la publication du Malleus Malleficarum, on pense que les sorcières font des pactes avec le diable et sont capable de se transformer et de pratiquer des sort d'illusions et des sorts de séduction, ceci en raison de leur désir charnel considéré comme insatiable. 
En 1477, elle est jugée pour homosexualité et travestissement, mais la nature exacte de l'offense n'est pas nommée explicitement dans le procès. Elle est poursuivie après avoir été dénoncée par une personne à qui elle avait confié qu'elle et sa sœur vivaient en couple en tant que « mari » et femme, rapprochant son cas des cas de « female husbands » bien documentés plus tard,. Il y aurait aussi eu des relations sexuelles tarifées avec deux femmes, dont l'une a affirmé que Katharina Hetzeldorfer utilisait un gode ceinture en cuir rouge qu'elle avait elle-même fabriqué lors de leurs rencontres,,.
Aucun cas antérieur d’exécutions pour lesbianisme est connu, alors que les exécutions pour homosexualité masculine ou sodomie étaient courantes à l'époque.
Par la suite, d'autres exécutions seront perpétrées pour homosexualité féminine en Europe telles que celles de Catherine de la Manière et de Françoise de l'Estrage, en 1537 en France, et un cas de persécution célèbre était celui d'Agatha Dietschi en 1547.